# Ido Elieli

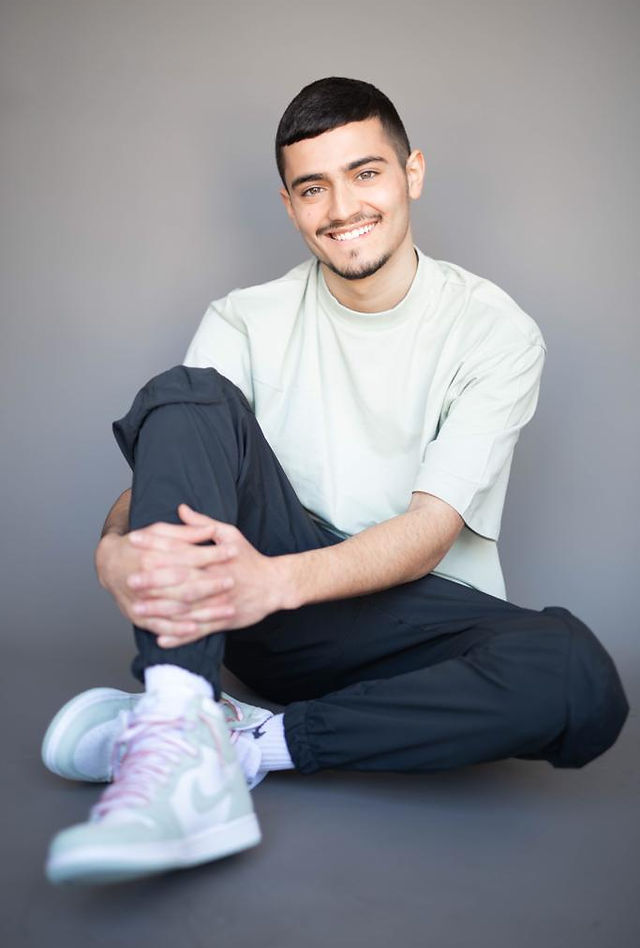
Ido Elieli

Ido Elieli (hebräisch עידו אליאלי; * 2. April 2002 in Ramat Gan, Israel) ist ein israelischer Schauspieler.

## Leben und Karriere
Elieli wurde am 2. April 2002 in Ramat Gan geboren. Später wuchs er in Givʿatajim auf.  Als Teenager spielte er bis 2016 in der Fußballmannschaft Hapoel Ramat Gan. November 2016 hatte er einen Unfall, bei dem ein Ball sein Auge traf, und er musste seine Fußballkarriere beenden.
Von 2020 bis 2024 war er in der Fernsehserie Bat HaShoter zu sehen. Anschließend wurde er 2022 für den Film HaSipur Shelanu gecastet. Im selben Jahr spielte er in Infinity die Hauptrolle. Seine nächste Hauptrolle bekam Elieli in der Serie Mishmar HaGvul.

## Filmografie
- 2020–2024: Bat HaShoter (Fernsehserie, 79 Episoden)
- 2022: HaSipur Shelanu
- 2022: Infinity (Fernsehserie, 5 Episoden)
- 2023: Borders (Fernsehserie, 8 Episoden)